# Az újság (opera)
Az újság (olaszul La gazzetta) Gioachino Rossini kétfelvonásos operája. Szövegkönyvét Giuseppe Palomba és Andrea Leone Tottola írták Carlo Goldoni vígjátéka alapján. Ősbemutatójára 1816. szeptember 26-án került sor a nápolyi Teatro dei Fiorentiniben. Nyitánya később a Hamupipőke nyitányaként lett közismert. Rossini - jó szokásához híven - sokat kölcsönzött saját magától, talán a legtöbbet A török Itáliában című művéből. hogy aztán később a Hamupipőkében hasznosítsa újra Az újság egyes részeit.

## Szereplők
| Szereplő                                           | Hangfekvés   |
| -------------------------------------------------- | ------------ |
| Don Pomponio                                       | basszus      |
| Lisetta, a lánya                                   | szoprán      |
| Filippo, kocsmáros, Lisetta szerelmese             | basszus      |
| Alberto, gazdag, fiatal úriember                   | tenor        |
| Doralice, fiatal, férjet kereső lány, Lisetta húga | szoprán      |
| Anselmo                                            | basszus      |
| Madama la Rosa                                     | mezzoszoprán |
| Monsù Traversen                                    | basszus      |

## Cselekmény
Helyszín: Itália
Idő: 18. században
Don Pomponio, a gazdag kereskedő férjhez akarja adni lányát Lisettát és ezért hirdetést tesz fel az újságban, hogy lánya egy vendégfogadóban várja a kérőket. Lisetta ugyan szerelmes Filippóba, a kocsmárosba, de apja hallani sem akar házasságukról. A fogadóban megjelenik az első kérő, Alberto, de Filippo félrevezeti őt és azt mondja neki, hogy nem Lisettát, hanem Doralicét hirdették meg az újságban. Albertónak megtetszik a lány és megkéri a kezét. Don Pomponio boldogan hallgatja a kérést, de amikor megtudja, hogy nem Lisettáról, hanem a húgáról van szó, mereven elzárkózik a házasság elől. A fiatalok elhatározzák, hogy egy csellel megpuhítják az öreget. Pletykát terjesztenek, miszerint mind a négyen Párizsba akarnak szökni. A lányok apja utánuk siet és négy töröknek öltözött maskarát talál, fel sem ismeri közöttük a saját gyermekeit. Szorult helyzetében, feldúltan, mindenbe beleegyezik. Az újság így kettős esküvőről adhat hírt.

## Fontosabb felvételei
Bár számos hangfelvétele létezik a műnek, elsőként Dario Fo rendezését kell említenünk a barcelonai Gran Teatro del Liceu-ban, amely DVD-n jelent meg 2006-ban. Ezen Cinzia Forte (Lisetta), Charles Workman (Alberto), Doralice (Marisa Martins), Pietro Spagnoli (Filippo) énekel, Maurizio Barbacini vezényel. Többször kiadták CD-n a Bruno Rigacci vezényelte változatot, amelyen a magyar származású szoprán, Csapó Éva énekelte Lisetta szerepét.